# Società Sportiva Lazio 1943-1944
Questa voce raccoglie le informazioni riguardanti la Società Sportiva Lazio nelle competizioni ufficiali della stagione 1943-1944.

## Stagione
In un'Italia devastata dalla seconda guerra mondiale, il campionato di Serie A si interrompe e durante il biennio 1943-1945 vengono organizzati tornei a livello regionale. A Roma nel 1943 si disputò il primo campionato romano di guerra, vinto dalla Lazio. 
Al termine del campionato le prime quattro classificate si qualificarono per il torneo a quattro, che la Lazio chiuse al terzo posto.

## Organigramma societario
Area direttiva
- Presidente: Giovanni Minotto

Area tecnica
- Allenatore: Dino Canestri

## Rosa
| N. |                      | Ruolo | Calciatore          |
| -- | -------------------- | ----- | ------------------- |
|    | Italia (bandiera)    | P     | Corrado Giubilo     |
|    | Italia (bandiera)    | P     | Uber Gradella       |
|    | Italia (bandiera)    | P     | Amedeo Rega         |
|    | Italia (bandiera)    | D     | Aldo De Pierro      |
|    | Italia (bandiera)    | D     | Renato Ferrarese    |
|    | Italia (bandiera)    | D     | Alessandro Ferri    |
|    | Italia (bandiera)    | D     | Edoardo Valenti     |
|    | Italia (bandiera)    | C     | Michele Andreolo () |
|    | Italia (bandiera)    | C     | Alessandro Capponi  |
|    | Argentina (bandiera) | C     | Salvador Gualtieri  |

| N. |                       | Ruolo | Calciatore            |
| -- | --------------------- | ----- | --------------------- |
|    | Italia (bandiera)     | C     | Guido Manfré          |
|    | Italia (bandiera)     | C     | Luciano Ramella       |
|    | Italia (bandiera)     | A     | Elvezio D'Orazi       |
|    | Italia (bandiera)     | A     | Costantino De Andreis |
|    | Germania (bandiera)   | A     | Engelbert Koenig      |
|    | Italia (bandiera)     | A     | Umberto Lombardini    |
|    | Italia (bandiera)     | A     | Armando Longhi        |
|    | Italia (bandiera)     | A     | Giuseppe Mancini      |
|    | Jugoslavia (bandiera) | A     | Petar Manola          |
|    | Italia (bandiera)     | A     | Livio Risso           |

## Calciomercato
| Acquisti | Acquisti           | Acquisti      | Acquisti      |
| R.       | Nome               | da            | Modalità      |
| -------- | ------------------ | ------------- | ------------- |
| P        | Amedeo Rega        | Italia Libera | definitivo    |
| D        | Renato Ferrarese   | Pisa          | definitivo    |
| C        | Michele Andreolo   | Bologna       | definitivo    |
| C        | Guido Manfré       | Chieti        | definitivo    |
| A        | Elvezio D'Orazi    | Alba Roma     | definitivo    |
| A        | Umberto Lombardini | Alba Roma     | fine prestito |
| A        | Armando Longhi     | Alba Roma     | definitivo    |
| A        | Giuseppe Mancini   | Alba Roma     | definitivo    |

| Cessioni | Cessioni           | Cessioni  | Cessioni      |
| R.       | Nome               | a         | Modalità      |
| -------- | ------------------ | --------- | ------------- |
| P        | Emilio Siena       | Foligno   | definitivo    |
| D        | Alfredo Monza      | Cremonese | definitivo    |
| D        | Italo Romagnoli II |           | svincolato    |
| C        | Alberto Fazio      |           | fine carriera |
| C        | Enrique Flamini    | Peñarol   | definitivo    |
| A        | Loro Boriçi        | Vllaznia  | definitivo    |
| A        | Silvio Piola       | Torino    | definitivo    |
| A        | Silvestro Pisa I   | Peñarol   | definitivo    |
| A        | Aldo Puccinelli    | Massese   | definitivo    |
| A        | Luigi Vettraino    | MATER     | definitivo    |

## Risultati

### Campionato romano di guerra

#### Girone di andata
| Arbitro: | Baldazzi (Roma) |

|  |           |                                                    |
|  | Marcatori | 49’ Lombardini 69’ Mancini 75’ Ramella 80’ D'Orazi |

| Arbitro: | Fois (Roma) |

|                                                                     |           |  |
| Ramella 17’, 75’ Capponi 31’ Lombardini 32’, 55’, 87’ Gualtieri 40’ | Marcatori |  |

| Arbitro: | Riselli (Roma) |

|            |           |                            |
| Cinque 75’ | Marcatori | 19’ Capponi 36’ Lombardini |

| Arbitro: | Prandi (Roma) |

|                          |           |  |
| Andreolo 74’ Capponi 76’ | Marcatori |  |

| Arbitro: | Fois (Roma) |

|                |           |            |
| Lombardini 30’ | Marcatori | 1’ Ranieri |

| Arbitro: | Fois (Roma) |

|            |           |           |
| Amadei 19’ | Marcatori | 8’ Manola |

| Arbitro: | Pasinetti (Roma) |

|            |           |               |
| Koenig 71’ | Marcatori | 72’ Celestini |

| Arbitro: | Prandi (Roma) |

|  |           |            |
|  | Marcatori | 58’ Koenig |

| Arbitro: | Cappucci (Roma) |

|  |           |                     |
|  | Marcatori | 37’, 86’ Lombardini |

#### Girone di ritorno
| Arbitro: | Cappucci (Roma) |

|                                      |           |  |
| Koenig 57’ Longhi 64’ Lombardini 78’ | Marcatori |  |

| Arbitro: | Pasinetti (Roma) |

|              |           |                                                     |
| Fiorelli 65’ | Marcatori | 14’, 38’ Longhi 45’ Lombardini 49’, 64’, 73’ Koenig |

| Arbitro: | Cappucci (Roma) |

|             |           |  |
| Capponi 80’ | Marcatori |  |

| Arbitro: | Gemini (Roma) |

|                |           |                                               |
| Bruni 73’, 86’ | Marcatori | 29’ Koenig 55’ Capponi 69’ Longhi 81’ Mancini |

| Arbitro: | Cappucci (Roma) |

|  |           |                                     |
|  | Marcatori | 51’, 76’ Lombardini 63’, 88’ Koenig |

| Roma 7 maggio 1944 15ª giornata | Lazio          | 0 – 0 | Roma | Stadio del PNF\| Arbitro: \| Dattilo (Roma) \| |
| Arbitro:                        | Dattilo (Roma) |       |      |                                                |

| Arbitro: | Tonnetti (Roma) |

|            |           |                                               |
| Picchi 54’ | Marcatori | 19’, 44’, 53’ Lombardini 33’, 74’, 75’ Koenig |

| Arbitro: | Moscatelli (Roma) |

|                                                                  |           |  |
| Koenig 10’ (rig.), 50’ Lombardini 16’, 73’, 89’ Capponi 71’, 82’ | Marcatori |  |

| Arbitro: | Schillaci (Roma) |

|                                                                             |           |  |
| Lombardini 38’, 59’, 64’ Koenig 39’ (rig.), 66’ Mancini 62’ Longhi 79’, 85’ | Marcatori |  |

### Torneo a quattro
| Arbitro: | Cappucci (Roma) |

|                           |           |                                   |
| Koenig 25’ Lombardini 41’ | Marcatori | 3’, 7’, 32’ Colaneri 72’ Perugini |

| Arbitro: | De Lucia (Roma) |

|                                                 |           |                               |
| Koenig 26’, 43’ Lombardini 64’ Mancini 68’, 76’ | Marcatori | 10’, 15’ Pieri 50’ Roccasecca |

## Statistiche

### Statistiche di squadra
| Competizione                | Punti | In casa | In casa | In casa | In casa | In casa | In casa | In trasferta | In trasferta | In trasferta | In trasferta | In trasferta | In trasferta | Totale | Totale | Totale | Totale | Totale | Totale | DR  |
| Competizione                | Punti | G       | V       | N       | P       | Gf      | Gs      | G            | V            | N            | P            | Gf           | Gs           | G      | V      | N      | P      | Gf     | Gs     | DR  |
| --------------------------- | ----- | ------- | ------- | ------- | ------- | ------- | ------- | ------------ | ------------ | ------------ | ------------ | ------------ | ------------ | ------ | ------ | ------ | ------ | ------ | ------ | --- |
| Campionato romano di guerra | 32    | 9       | 6       | 3       | 0       | 30      | 2       | 9            | 8            | 1            | 0            | 30           | 6            | 18     | 14     | 4      | 0      | 60     | 8      | +52 |
| Torneo a quattro            |       | 2       | 1       | 0       | 1       | 7       | 7       | 0            | 0            | 0            | 0            | 0            | 0            | 2      | 1      | 0      | 1      | 7      | 7      | 0   |
| Totale                      |       | 11      | 7       | 3       | 1       | 37      | 9       | 9            | 8            | 1            | 0            | 30           | 6            | 20     | 15     | 4      | 1      | 67     | 15     | +52 |

### Statistiche dei giocatori
| Giocatore     | Campionato romano di guerra | Campionato romano di guerra | Torneo a quattro | Torneo a quattro | Totale   | Totale |
| Giocatore     | Presenze                    | Reti                        | Presenze         | Reti             | Presenze | Reti   |
| ------------- | --------------------------- | --------------------------- | ---------------- | ---------------- | -------- | ------ |
| M. Andreolo   | 14                          | 1                           | 1                | 0                | 15       | 1      |
| A. Capponi    | 9                           | 7                           | 1                | 0                | 10       | 7      |
| P. Colucci    | -                           | -                           | -                | -                | -        | -      |
| C. De Andreis | 2                           | 0                           | -                | -                | 2        | 0      |
| A. De Pierro  | 14                          | 0                           | 1                | 0                | 15       | 0      |
| E. D'Orazi    | 5                           | 1                           | -                | -                | 5        | 1      |
| R. Ferrarese  | 4                           | 0                           | -                | -                | 4        | 0      |
| U. Gradella   | 2                           | -1                          | -                | -                | 2        | -1     |
| S. Gualtieri  | 13                          | 1                           | 1                | 0                | 14       | 1      |
| E. Koenig     | 12                          | 16                          | 2                | 3                | 14       | 19     |
| U. Lombardini | 16                          | 21                          | 2                | 2                | 18       | 23     |
| A. Longhi     | 16                          | 6                           | 2                | 0                | 18       | 6      |
| G. Mancini    | 17                          | 3                           | 2                | 2                | 19       | 5      |
| G. Manfrè     | 13                          | 0                           | 2                | 0                | 15       | 0      |
| P. Manola     | 12                          | 1                           | 2                | 0                | 14       | 1      |
| L. Ramella    | 8                           | 3                           | -                | -                | 8        | 3      |
| A. Rega I     | 16                          | -7                          | 2                | -7               | 18       | -14    |
| L. Risso      | 7                           | 0                           | 2                | 0                | 9        | 0      |
| E. Valenti    | 18                          | 0                           | 2                | 0                | 20       | 0      |